# Outside the Three-Mile Limit
Outside the Three-Mile Limit (Brasil: Outside the Three-Mile Limit / Portugal: No Mar Alto) é um filme norte-americano de 1940, dos gêneros policial, drama e romance, dirigido por Lewis D. Collins, estrelado por Jack Holt, Sig Rumann, Donald Briggs, Harry Carey e Eduardo Ciannelli. O filme foi baseado em uma história de Eric Taylor e Albert De Mond.